# 西来稗
西来稗（学名：Echinochloa crusgalli var. zelayensis）为禾本科稗属下的一个变种。